# Montvoie
Montvoie (toponimo francese) è una frazione del comune svizzero di Clos du Doubs, nel Canton Giura (distretto di Porrentruy).

## Storia

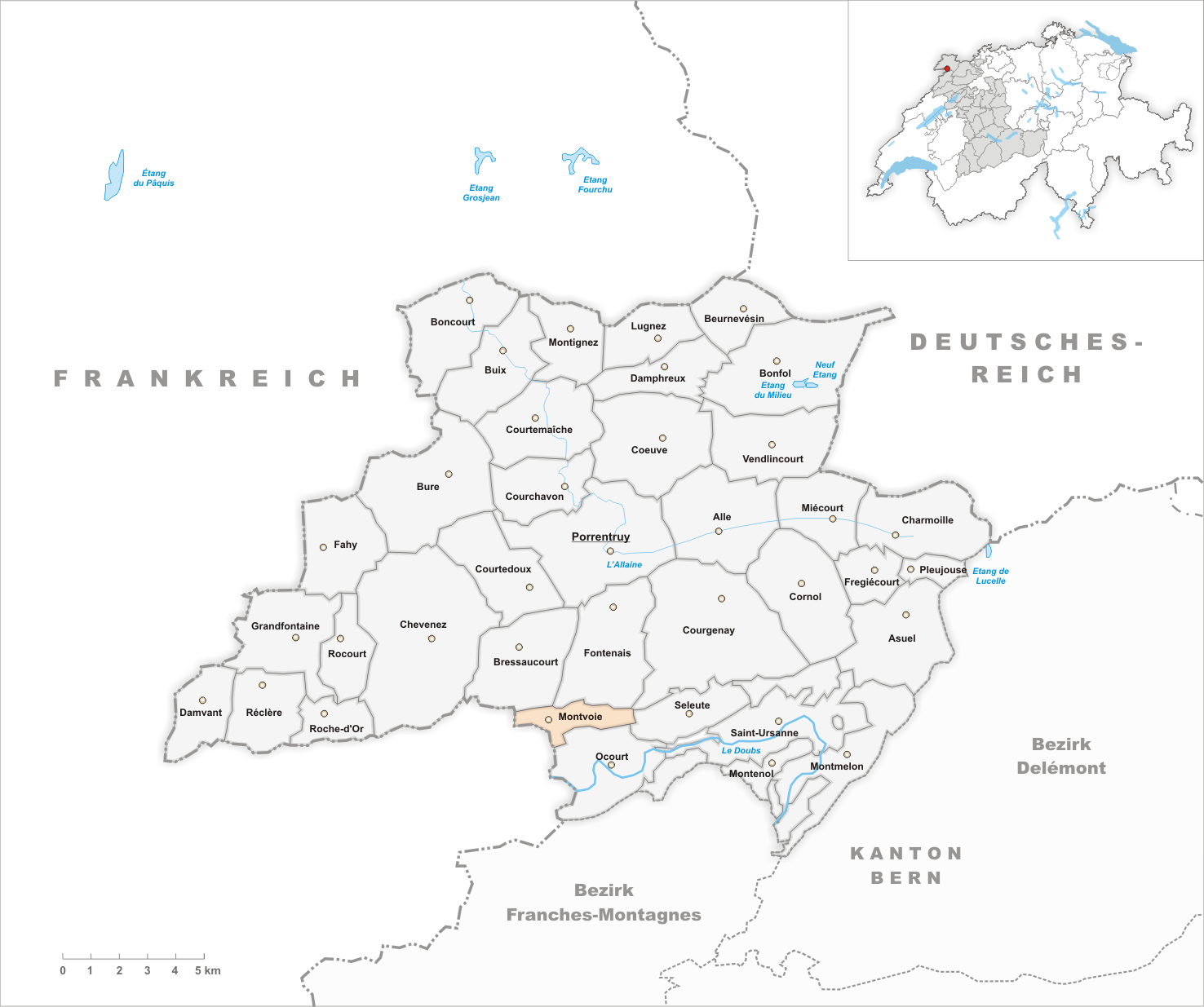
Il territorio del comune di Montvoie prima degli accorpamenti comunali del 1882

Già comune autonomo, nel 1882 è stato accorpato al comune di Ocourt, il quale a sua volta il 1º gennaio 2009 è stato accorpato agli altri comuni soppressi di Epauvillers, Epiquerez, Montenol, Montmelon, Saint-Ursanne e Seleute per formare il nuovo comune di Clos du Doubs.

## Società

### Evoluzione demografica
L'evoluzione demografica è riportata nella seguente tabella:
Abitanti censiti